# Санфорд (тауншип, Миннесота)
Санфорд (англ. Sanford) — тауншип в округе Грант, Миннесота, США. На 2000 год его население составило 169 человек.

## География
По данным Бюро переписи населения США площадь тауншипа составляет 88,4 км², из которых 83,2 км² занимает суша, а 5,2 км² — вода (5,92 %).

## Демография
По данным переписи населения 2000 года здесь находились 169 человек, 59 домохозяйств и 52 семьи. Плотность населения —  2,0 чел./км². На территории тауншипа расположено 64 постройки со средней плотностью 0,8 построек на один квадратный километр. Расовый состав населения: 98,82 % белых, 0,59 % — других рас США и 0,59 % приходится на две или более других рас. Испанцы или латиноамериканцы любой расы составляли 0,59 % от популяции тауншипа.
Из 59 домохозяйств в 40,7 % воспитывались дети до 18 лет, в 81,4 % проживали супружеские пары, в 3,4 % проживали незамужние женщины и в 10,2 % домохозяйств проживали несемейные люди. 10,2 % домохозяйств состояли из одного человека, при том 5,1 % из — одиноких пожилых людей старше 65 лет. Средний размер домохозяйства — 2,86, а семьи — 3,08 человека.
30,8 % населения — младше 18 лет, 3,6 % — в возрасте от 18 до 24 лет, 25,4 % — от 25 до 44, 27,2 % — от 45 до 64, и 13,0 % — старше 65 лет. Средний возраст — 40 лет. На каждые 100 женщин приходилось 106,1 мужчин. На каждые 100 женщин старше 18 приходилось 112,7 мужчин.
Средний годовой доход домохозяйства составлял 45 417 долларов, а средний годовой доход семьи —  48 750 долларов. Средний доход мужчин —  33 125  долларов, в то время как у женщин — 21 250. Доход на душу населения составил 22 169 долларов. За чертой бедности находились _ семей и _ всего населения тауншипа, из которых _ — люди моложе 18 и старше 65 лет.